# كرونا بروكسل 2007
كرونا بروكسل 2007 (بالهولندية: Kuurne-Brussel-Kuurne 2007 )‏ هو سباق دراجات هوائية، وهو الموسم رقم 60 من السباق، وأقيم في 4 مارس 2007، وامتدّ لمسافة 193 كيلومتر، وهو أحد سباقات طواف أوروبا للدراجات 2006–07، وهو من نوع سباق يوم واحد، وهو من نوع سباق الدراجات، وهو من نوع حدث.
فاز فيه بالمركز الأول توم بونن، وبالمركز الثاني Marcel Sieberg ‏، وبالمركز الثالث Iljo Keisse ‏.

## التصنيف العام النهائي
| \| التصنيف العام \| التصنيف العام \| التصنيف العام \| التصنيف العام \| التصنيف العام \| \| العداء \| العداء \| الفريق \| الوقت \| \| \| ------------- \| --------------------------- \| ---------------------------------- \| ------------- \| ------------- \| \| 1 \| توم بونن \| Quick Step-Innergetic \| \| \| \| 2 \| Marcel Sieberg [الإنجليزية]‏ \| Team Milram [الإنجليزية]‏ \| \| \| \| 3 \| Iljo Keisse [الإنجليزية]‏ \| سبورت فلاندرين بالويس [الإنجليزية]‏ \| \| \| |                 |                        |       |  |
| |                 |                        |       |  |
| مصادر: ProCyclingStats Cycling Archives |                 |                        |       |  |
| التصنيف العام |                 |                        |       |  |
| العداء | العداء          | الفريق                 | الوقت |  |
| 1 | توم بونن        | Quick Step-Innergetic  |       |  |
| 2 | Marcel Sieberg ‏ | Team Milram ‏           |       |  |
| 3 | Iljo Keisse ‏    | سبورت فلاندرين بالويس ‏ |       |  |

## وصلات خارجية
- لمحة عن سباق كرونا بروكسل 2007 على موقع  ProCyclingStats   (برو  سايكلنج  ستاتس) - إحصاءات  محترفي  الدراجات.

- كرونا بروكسل 2007 على موقع إحصائيات الدراجات الإحترافية (الإنجليزية)
- كرونا بروكسل 2007 في موقع Cycling Archives سايكلنج أركايفز